# Casas de Miravete
Pour les articles homonymes, voir Casas.
Casas de Miravete est une commune de la province de Cáceres dans la communauté autonome d'Estrémadure en Espagne.